# Изгрев (Плевенская область)
Изгрев (болг. Изгрев) — село в Болгарии. Находится в Плевенской области, входит в общину Левски. Население составляет 467 человек.

## Политическая ситуация
В местном кметстве Изгрев, в состав которого входит Изгрев, должность кмета (старосты) исполняет Румянка Ботева Симеонова (коалиция в составе 3 партий: Движение «Георгиев день», Болгарская социал-демократия (БСД), Болгарская социалистическая партия (БСП)) по результатам выборов.
Кмет (мэр) общины Левски — Георги Евлогиев Караджов (коалиция в составе 3 партий: Демократы за сильную Болгарию (ДСБ), ВМРО — Болгарское национальное движение, Земледельческий народный союз (ЗНС)) по результатам выборов.